# Даниела Дякова
Даниела Дякова е българска оперна певица – мецосопрано. През 2004 г. е назначена за директор на симфоничния оркестър в Сливен.
Завършва оперно пеене в Музикалната академия „Панчо Владигеров“ в София в класа на проф. Руско Русков и Христина Ангелакова.
През 1998 г. участва в майсторски клас на Лука Горла в Scuola Civica di Musica в Милано, Италия. През 1998 г. специализира оперно пеене при Серджио Сегалини в Accademia D’Arte Lirica в Осимо, Италия, а през 2000 г. участва в майсторски клас на френската оперна певица Каролин Диума в Созопол.
Даниела Дякова има няколко награди от певчески конкурси, сред които първа награда от международния оперен конкурс „Надежди, таланти, майстори“ в гр. Добрич, първа награда от оперния конкурс „Млади оперни певци“ в гр. София, втора награда на международния оперен конкурс „Георги Златев-Черкин“ в гр. София и първа награда от оперния конкурс „Цветана Дякович“ в гр. София.
В репертоара си Даниела Дякова вклучва партиите на Адалжидза от „Норма“, Амнерис от „Аида“, Фенена от „Набуко“, Кармен от едноименната опера, Розина от „Севилският бръснар“, Дорабела от „Така правят всички“, Сузуки от „Мадам Бътерфлай“ и др.